# Over drive (moveの曲)
「over drive」（オーバードライブ）は、moveの3枚目のシングル。

## 概要
- moveの楽曲の中でも音程の高い楽曲である。そのため、シングルのリリースのしばらく後から、キーを下げて歌っている。

## 収録曲
1. over drive
  - 作詞：motsu、作曲：t-kimura
  - テレビ東京系「ASAYAN」エンディングテーマソング
2. ROCK IT DOWN (EBOMAN Remix)
3. over drive (tv mix)